# Serranillos del Valle
Serranillos del Valle es un municipio y localidad española de la Comunidad de Madrid, perteneciente a la comarca de La Sagra. Cuenta con una población de 4634 habitantes (INE 2024).

## Geografía
El municipio está ubicado al sur de Fuenlabrada, Humanes y Griñón y al norte de Carranque (Toledo).

## Historia
En 1480, Serranillos del Valle estaba integrado en el sexmo de Casarrubios, que junto con el sexmo de Valdemoro formó el desde entonces llamado Señorío de Chinchón, creado por los reyes Católicos a favor de Andrés de Cabrera y su esposa Beatriz de Bobadilla, en recompensa por los servicios que Cabrera había prestado a la Corona en la defensa de la ciudad de Segovia, a favor de los intereses de la Infanta Isabel (luego Isabel I de Castilla), y en contra de los simpatizantes de Juana la Beltraneja.
Andrés de Cabrera había sido nombrado marqués de Moya por el rey Enrique IV, por sus servicios en la Corte, pero es a partir de la concesión del Señorío de Chinchón, cuando empieza a tener relevancia política y económica, máxime teniendo en cuenta que su esposa Beatriz de Bobadilla era amiga y confidente de la reina Isabel La Católica, de la que había sido Camarera Mayor cuando esta era una niña e Infanta de Castilla.
El hijo de ambos, Juan Fernando de Cabrera y Bobadilla, fue nombrado Conde de Chinchón por el rey Carlos I.
A partir de este, el condado estuvo siempre en poder de sus descendientes, hasta que en el siglo XVIII, que por extinguirse la sucesión masculina, pasó a un pariente lejano de la familia italiana de Sforza, que vendió el Condado a Felipe de Borbón y Farnesio, hijo del Rey Felipe V, que al ser nombrado duque soberano de Parma, Plasencia y Guastalla en Italia, lo cedió a su hermano menor Luis de Borbón y Farnesio, de quién pasó a su hijo Luis María de Borbón y Vallabriga, arzobispo de Toledo y Cardenal, y de este a su hermana María Teresa de Borbón y Vallabriga, esposa de Manuel Godoy, en cuyos descendientes, los Rúspolis, permanece.
A mediados del siglo XIX, la villa tenía contabilizada una población de 340 habitantes. Aparece descrita en el decimocuarto volumen del Diccionario geográfico-estadístico-histórico de España y sus posesiones de Ultramar de Pascual Madoz de la siguiente manera:

SERRANILLOS: v. con ayunt. de la prov., y aud. terr. de Madrid (5 leg.), part jud. de Getafe (3), c. g. de Castilla la Nueva, dióc. de Toledo (7): sit. en un pequeño valle en medio de 2 cerros de tierra labrantia, uno al N. y el otro entre E. y S.; le combaten todos los vientos en particular el N.; su clima es frio, y las enfermedades mas comunes, pulmonias y dolores de costado. Tiene 74 casas; casa de ayunt. que á la par sirve de cárcel; escuela de primeras letras comun á ambos sexos, dotada con 1,500 rs. y la retribucion desús discípulos que ascenderá á 200; 2 fuentes de buenas aguas de las cuales se utilizan los vecinos para sus usos; y una igl. parr. (San Nicolás de Bari) con curato de 2.º ascenso y de provision ordinaria. El térm. confina N. Moraleja y Arrovomolinos; E. Griñon; S. Carranque, y O. Batres: se estiende una leg. de N. á S. y 1/2 de E. á O., y comprende un pequeño pinar de encina y matorral, llamado de comunes; una alameda de álamos blancos bastante deteriorados; 2 prados naturales, con buenos pastos, y algun viñedo: le atraviesa, pisando por la pobl., un pequeño arroyo que va á aumentar el caudal del titulado Batres: el terreno es de mediana calidad: caminos: los que dirigen á los pueblos limítrofes, en regular estado: el correo se recibe de Illescas, por propio. prod.: trigo, cebada, centono, algarrobas, avena, guisantes, garbanzos, vino, y pastos: mantiene ganado lanar, cabrío, vacuno, mular, caballar y de cerda: y cria caza de liebres, conejos y perdices. ind.: la agrícola. pobl.: 57 vec., 340 alm. cap. prod.: 2.031.438 rs. inp.: 62,586. contr.: 9'65 por 100.
(Madoz, 1849, p. 202)

Hasta la reforma de la nomenclatura municipal de 1916 el municipio se llamaba simplemente Serranillos. En dicha fecha su nombre fue modificado por el de Serranillos del Valle.

## Demografía
Cuenta con una población de 4634 habitantes (INE 2024).
| Gráfica de evolución demográfica de Serranillos del Valle entre 1842 y 2021 |
| |
| Población de derecho según los censos de población del INE Población de hecho según los censos de población del INEEn estos censos se denominaba Serranillos: 1842, 1857, 1860, 1877, 1887, 1897, 1900 y 1910 |

## Transporte y comunicaciones

### Por carretera
- M-407 desde Leganés, autovía de grandes dimensiones que facilita el acceso a la localidad.
- M-404 desde Navalcarnero-Chinchón.
- AP-41, carretera de peaje que une Madrid con Toledo, teniendo una salida en el municipio.
- M-415 desde Carranque, carretera con gran cantidad de tráfico ya que une Toledo con la Comunidad de Madrid.
- Desde A-42, entrada de Torrejón de la Calzada.

### Autobús
Serranillos cuenta con tres líneas de autobús.
| Línea | Recorrido                                                          |
| ----- | ------------------------------------------------------------------ |
| 460   | Madrid (Plaza Elíptica) - Parla - Batres                           |
| 468   | Getafe – Griñón / Casarrubuelos / Serranillos                      |
| 470   | Madrid (Plaza Elíptica) - Humanes - Griñón - Serranillos del Valle |

## Administración y política
La corporación municipal la forman 11 ediles (5 de Transparencia y Democracia Serranillos, 4 del Partido Popular, 1 de VOX y 1 del Partido Socialista Obrero Español).

### Mancomunidad
La localidad de Serranillos del Valle está integrada en la Mancomunidad de Servicios Sociales del Suroeste de Madrid, organismo constituido en 1980, cuyo principal objetivo es la puesta en marcha de servicios comunes para las localidades de la comarca suroccidental de la Comunidad de Madrid.
Además de Serranillos del Valle, están incluidos en esta mancomunidad los municipios de Arroyomolinos, Batres, Casarrubuelos, Cubas de la Sagra, Griñón, Humanes de Madrid, Moraleja de Enmedio, Torrejón de la Calzada y Torrejón de Velasco.

## Servicios

### Deportes
Serranillos del valle cuenta con unas instalaciones deportivas municipales llamadas polideportivo Adolfo Suárez (anteriormente Los Majuelos), que cuentan con un campo de fútbol 11, pistas de tenis, pádel y voleibol.

### Educación
En Serranillos del Valle hay una guardería pública y un colegio público de educación infantil y primaria (El Poeta).

### Seguridad
Serranillos del Valle dispone de Cuerpo de Policía Local además de ser sede BESCAM (Policía subvencionada por la Comunidad de Madrid).

## Fiestas
- Del 12 al 16 de agosto: fiestas en honor al Patrón del municipio (San Roque).